# اینکا ارمالنکو
اینکا ارمالنکو (انگلیسی: Inka Ermalenko؛ زادهٔ ۲۴ اوت ۱۹۶۳) بازیکن والیبال اهل اوکراین است.